# 발목

인간의 발목

발목(ankle, talocrural region)은 발과 다리가 만나는 지점이다. 발목에는 3개의 관절이 있다: 종아리목말관절(ankle joint proper, talocrural joint), 목말밑관절(subtalar joint), 먼쪽정강종아리관절(inferior tibiofibular joint)
발목 부위의 주된 뼈로는 목말뼈, 정강뼈, 종아리뼈가 있다.

## 같이 보기
- 발목뼈